# Henry Howard (5e comte de Suffolk)
Pour les articles homonymes, voir Henry Howard et Howard.
Henry Howard, 5e comte de Suffolk (18 juillet 1627 - 10 décembre 1709) est le plus jeune fils de Theophilus Howard (2e comte de Suffolk), mais il hérite du titre, car aucun de ses frères ne laisse de fils survivant.
Il se marie trois fois:
- Par sa première femme Mary fille et héritière d'Andrew Stewart, 3e baron Castle Stewart, il a trois fils :
  - Henry Howard (6e comte de Suffolk),
  - Edward Howard, 8e comte de Suffolk,
  - Charles Howard (9e comte de Suffolk)[1]
- Sa deuxième épouse est Mary Ronkswood, une veuve[2].
- Mary fille du révérend Ambrose Upton, chanoine de Christchurch, Oxford [3]